# Баня Касум-бека
Баня Касум-бека (азерб. Qasım bəy hamamı) — старинная баня, расположенная в исторической части города Баку (Азербайджан), Ичери-шехере, близ Сальянских ворот бакинской крепости (улица Вели Мамедова, 4). Построена в XVIII—XIX вв.
В простонародье баня была известна под названием «Сладкая баня», в связи с тем, что в бане вместе с чаем подавали сладости.
По своей структуре и планировке баня относится к образцам местной традиционной архитектуры. Здесь имеются вестибюль, раздевальня, купальня, бассейн и истопка. Крестообразный купол покрывает раздевальню и купальню.
Баня снабжалась водой и нагревалась с помощью керамических труб, которые расположены в стенах и под полом.
В 1970 году здание бани было реставрировано, после чего здесь начала функционировать так называемая «Зелёная аптека».
Согласно распоряжению Кабинета Министров Азербайджанской Республики об исторических и культурных памятниках баня Касум-бека является «памятником истории и культуры национального значения»